# 真田美香
真田 美香（さなだ みか、1986年10月16日 - ）は、日本のグラビアアイドルである。有限会社ラハイナ所属。

## 来歴
東京都生まれ、フランス育ちのクォーター（祖母がフランス人）。小学校1年生から中学校2年生までフランスに暮らす。その後日本に戻り、アメリカへ留学し、再度日本に帰ってくるという長い海外生活を経験。そのため日本語の他にフランス語と簡単な英語を話すことが出来る。
表参道で事務所の社長にスカウトされ、芸能界入り。デビューは2006年10月の『sabra』（小学館）。PCサイト『Bibus』、携帯サイト『山岸伸写真館』『月刊モバイルアクトレス』などで活躍。2007年5月25日に1st DVD『PREMIER（プルミエール）』リリース。同作ではTバックなどの着エロ路線の水着を披露している。
事務所の先輩・鈴木茜らと共に、同事務所所属のインディーズバンドDOG★STAR（元T-BOLANの青木和義率いるロックバンド）のマスコットガールユニット『GIRL's DOG』のメンバーとしても活動。
2008年、自らのブログにて4月からフランスの学校へ行く旨の表明を行い、芸能活動を停止。
2009年時点で、所属事務所の公式サイトに彼女の名前は無い。

## 作品

### DVD
- PREMIER